# Contee della Carolina del Sud

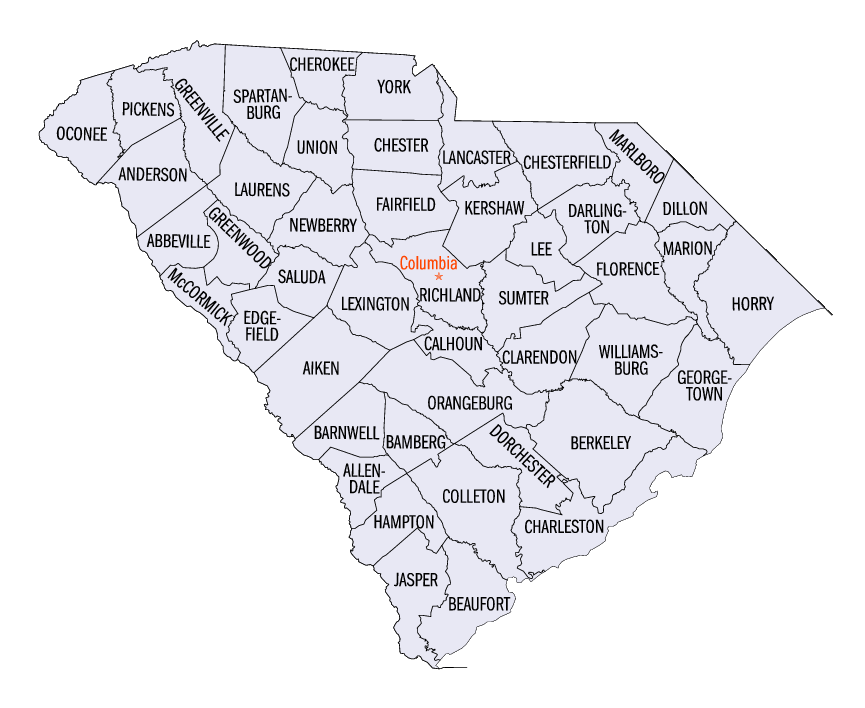
Contee della Carolina del Sud

Lo stato statunitense della Carolina del Sud è suddiviso in 46 contee.
1. Abbeville
2. Aiken
3. Allendale
4. Anderson
5. Bamberg
6. Barnwell
7. Beaufort
8. Berkeley
9. Calhoun
10. Charleston
11. Cherokee
12. Chester
13. Chesterfield
14. Clarendon
15. Colleton
16. Darlington
17. Dillon
18. Dorchester
19. Edgefield
20. Fairfield
21. Florence
22. Georgetown
23. Greenville
24. Greenwood
25. Hampton
26. Horry
27. Jasper
28. Kershaw
29. Lancaster
30. Laurens
31. Lee
32. Lexington
33. Marion
34. Marlboro
35. McCormick
36. Newberry
37. Oconee
38. Orangeburg
39. Pickens
40. Richland
41. Saluda
42. Spartanburg
43. Sumter
44. Union
45. Williamsburg
46. York